# كاليب شون
كاليب شون (بالإنجليزية: Caleb Sean)‏ هو ملحن وعازف بيانو ومنتج أسطوانات أمريكي، ولد في 1986.